# Ciclismo nos Jogos Pan-Americanos de 2011 - Corrida em estrada masculina
A competição da corrida em estrada masculina foi um dos eventos do ciclismo de estrada nos Jogos Pan-Americanos de 2011 em Guadalajara. Foi disputada no Circuito de Rua de Guadalajara no dia 22 de outubro.

## Calendário
Horário local (UTC-6).
| Data          | Horário | Fase  |
| ------------- | ------- | ----- |
| 22 de outubro | 12:00   | Final |

## Medalhistas
| Ouro   | AHO Marc de Maar   |
| Prata  | VEN Miguel Ubeto   |
| Bronze | CUB Arnold Alcolea |

## Resultados
| Pos.              | Ciclista                 | Tempo   |
| ----------------- | ------------------------ | ------- |
| Medalha de ouro   | AHO Marc de Maar         | 3:40:53 |
| Medalha de prata  | VEN Miguel Ubeto         | 3:40:53 |
| Medalha de bronze | CUB Arnold Alcolea       | 3:41:48 |
| 4                 | CHI Arnold Olavarría     | 3:41:48 |
| 5                 | COL Juan Esteban Arango  | 3:41:48 |
| 6                 | ECU Segundo Navarrette   | 3:41:56 |
| 7                 | MEX Carlos López         | 3:41:59 |
| 8                 | CUB Yans Arias           | 3:42:04 |
| 9                 | ECU Bayron Guama         | 3:43:55 |
| 10                | MEX Bernardo Colex       | 3:44:17 |
| 11                | CAN Guillaume Boivin     | 3:44:17 |
| 12                | VEN Honorio Machado      | 3:45:02 |
| 13                | BRA Rafael Andriato      | 3:45:02 |
| 14                | CUB Lizardo Benítez      | 3:45:04 |
| 15                | BAR Darren Matthews      | 3:45:04 |
| 16                | ARG Walter Pérez         | 3:45:04 |
| 17                | GUA Carlos Hernández     | 3:45:04 |
| 18                | GUA Manuel Rodas         | 3:45:04 |
| 19                | COL Iván Casas           | 3:45:04 |
| 20                | CHI Gonzalo Garrido      | 3:45:06 |
| 21                | VEN Artur García         | 3:45:06 |
| 22                | DOM Wendy Cruz           | 3:45:06 |
| 23                | MEX Ignacio Sarabia      | 3:45:06 |
| 24                | BRA Gregolry Panizo      | 3:45:06 |
| 25                | COL Weimar Roldán        | 3:45:14 |
| 26                | VEN Tomás Gil            | 3:50:58 |
| 27                | CRC Deiber Esquivel      | 3:50:58 |
| 28                | CRC Federico Ramírez     | 3:50:58 |
| 29                | MEX Luis Macías          | 3:50:58 |
| 30                | CAN Robert Britton       | 3:50:58 |
| 31                | CRC Gregori Brenes       | 3:50:58 |
| 32                | CAN Rémi Pelletier       | 3:50:58 |
| 33                | CUB Ramón Martín         | 3:50:58 |
| 34                | CHI Luis Mansilla        | 3:50:58 |
| 35                | ARG Leandro Messineo     | 3:50:58 |
| 36                | ARG Jorge Giacinti       | 3:50:58 |
| 37                | DOM Nelson Sánchez       | 3:50:58 |
| 38                | ECU José Ragonessi       | 3:50:58 |
| 39                | CHI Andrey Sartasov      | 3:50:58 |
| 40                | ATG Robert Marsh         | 4:02:22 |
| –                 | BRA Murilo Fischer       | DNF     |
| –                 | COL Marlon Pérez         | DNF     |
| –                 | TRI Emile Abraham        | DNF     |
| –                 | ECU Carlos Quishpe       | DNF     |
| –                 | ARG Matías Médici        | DNF     |
| –                 | CAN Jean-Michel Lachance | DNF     |
| –                 | VIN Dominic Ollivierre   | DNF     |
| –                 | BRA Luiz Carlos Tavares  | DNF     |
| –                 | JAM Marlor Rodman        | DNF     |
| –                 | LCA Fidel Mangal         | DNF     |
| –                 | DOM Jorge Pérez          | DNF     |
| –                 | AHO Wilfrid Camelia      | DNF     |
| –                 | ESA Charli Quiñónez      | DNS     |

Legenda
| Recorde mundial                  | Recorde mundial (World record)               |                       | Recorde africano                      | Recorde africano (African) |                                           | Q | Classificado por posição (Qualified) |
| Recorde dos Jogos Pan-Americanos | Recorde pan-americano (Pan-American record)  | Recorde da América    | Recorde da América (Americas)         | q                          | Classificado por melhor tempo (Qualified) |   |                                      |
| Melhor marca do ano              | Melhor marca do ano (World leading)          | Recorde asiático      | Recorde asiático (Asian)              | DNS                        | Não largou (Did not start)                |   |                                      |
| Recorde nacional                 | Recorde nacional (National record)           | Recorde europeu       | Recorde europeu (European)            | DNF                        | Não terminou (Did not finish)             |   |                                      |
| Recorde pessoal                  | Recorde pessoal do atleta (Personal best)    | Recorde da Oceania    | Recorde da Oceania (Oceania)          | DSQ / DQ                   | Desclassificado (Disqualified)            |   |                                      |
| Recorde da temporada             | Recorde da temporada do atleta (Season best) | Recorde sul-americano | Recorde sul-americano (South America) | NM                         | Sem marca (No mark)                       |   |                                      |